# Калита (Слуцкий район)
Калита (бел. Каліта) — деревня в Слуцком районе Минской области Республики Беларусь. В составе Весейского сельсовета. До 2009 года входила в состав Омговичского сельсовета, с 2009 года по 2016 года — в состав Сорогского сельсовета.
Расположена в 20 км на восток от Слуцка, в 125 км от Минска. Расстояние до Бобруйска — 90 км, до г.п. Уречье — 13 км, до п. Омговичи — 6 км. Рядом с деревней проходит автомобильная трасса Слуцк — Бобруйск.
Главные улицы: Центральная, Школьная, Дальняя.

## Демография
Население — около 100 человек.

## История
Впервые Калита упоминается в 17-м веке (не проверено).
На 27 июня 1941 года в Калите располагался командный пункт 14-го механизированного корпуса, возглавляемым полковником Иваном Васильевичем Тутариновым. С утра 27 июня части XXIV моторизованного корпуса генерала фон Швеппенбурга, обойдя оборонявшиеся на реке Случь отряды 4-й армии сбили советские войска севернее и южнее Слуцка, потеснили их восточное реки Случь и полностью овладели городом. Однако, развить наступление в быстрых темпах ему не удалось. Войска полковника Тутаринова, заблаговременно создавшие у себя в тылу многочисленные заграждения, оказали упорное сопротивление.
К 10 часам 28 июня 3-я и 4-я танковые дивизии Гудериана уткнулись восточное реки Случь в особо насыщенный заграждениями рубеж Омговичи — Калита, на котором оборонялись наши танкисты. Взять защитный рубеж Омговичи — Калита противнику не удалось. В бою близ Калиты под огнём оказался командир немецкой дивизии генерал-лейтенант В. Модель (будущий генерал-фельдмаршал), его дивизия понесла тяжёлые потери, при этом был тяжело ранен командир мотопехотного батальона майор Кратценберг и убит его заместитель капитан Ортс.
Чтобы сломить сопротивление Тутаринова, немецкое командование направило в обход их с севера танки с пехотой. Эти танки пробились к середине дня в район Старых Дорог. Советским войскам пришлось отступить. Сам полковник Тутаринов был ранен и попал в госпиталь.
Утром 29 июня 1944 года передовой отряд 9-й гвардейской Кубанской кавалерийской дивизии уже генерал-майора Ивана Васильевичема Тутаринова (того, что в июне 1941 года оборонял Слуцк) и 32-й кавалерийский полк подошли к Калите утром 29 июня и, заняв её, двинулись далее с целью освободить г. Слуцк (утром 30 июня 1944 года в 11:30 Слуцк был взят).